# Dolichoglottis
Dolichoglottis is een geslacht uit de composietenfamilie (Asteraceae). De soorten komen voor op het Zuidereiland van Nieuw-Zeeland.

## Soorten
- Dolichoglottis lyallii (Hook.f.) B.Nord.
- Dolichoglottis scorzoneroides (Hook.f.) B.Nord.